# Snow Shoe (Pensilvania)
Snow Shoe es un borough ubicado en el condado de Centre en el estado estadounidense de Pensilvania. En el año 2000 tenía una población de 771 habitantes y una densidad poblacional de 504 personas por km².

## Geografía
Snow Shoe se encuentra ubicado en las coordenadas 41°40′0″N 77°56′57″O / 41.66667, -77.94917.

## Demografía
Según la Oficina del Censo en 2000 los ingresos medios por hogar en la localidad eran de $40,398 y los ingresos medios por familia eran $42,222. Los hombres tenían unos ingresos medios de $29,886 frente a los $21,979 para las mujeres. La renta per cápita para la localidad era de $16,497. Alrededor del 4% de la población estaba por debajo del umbral de pobreza.